# Sparky Anderson
George Lee Anderson, detto Sparky (Bridgewater, 22 febbraio 1934 – Thousand Oaks, 4 novembre 2010), è stato un giocatore di baseball e allenatore di baseball statunitense nella Major League Baseball (MLB).
È stato inserito nella National Baseball Hall of Fame nel 2000.

## Carriera
Anderson disputò una sola stagione come giocatore nel 1959 con i Philadelphia Phillies. In seguito divenne il manager dei Cincinnati Reds della National League conducendo la celebre "Big Red Machine" a disputare quattro World Series e a due titoli consecutivi nel 1975 e 1976. Il terzo lo vinse nel 1984 alla guida dei Detroit Tigers della American League battendo i San Diego Padres per 4-1. Fu il primo manager a vincere le World Series in entrambe le leghe. Le sue 2.194 vittorie sono il sesto risultato di tutti i tempi nella Major League. Nel 1984 e 1987 fu premiato come Manager dell'anno della American League.

## Palmarès

### Club
- World Series: 3

Cincinnati Reds : 1975, 1976
Detroit Tigers: 1984

### Individuale
- Manager dell'anno della American League: 2

1984, 1987
- Numero 10 ritirato dai Cincinnati Reds
- Numero 11 ritirato dai Detroit Tigers